# Patricia Bayer
Patricia Bayer (* 4. September 1952 in Middletown (Connecticut)) ist eine US-amerikanische Kunsthistorikerin und Sachbuchautorin.

## Leben und Werk
Patricia Bayer besuchte bis 1970 die Mercy High School in Middletown. Darauf studierte sie Theologie als Hauptfach und Englische Sprache als Nebenfach am Barnard College in New York City (B.A.) sowie Kunstgeschichte am Institute of Fine Arts der New York University (M.A.).
Die Kunsthistorikerin spezialisierte sich auf das späte 19. und das frühe 20. Jahrhundert. Der Fokus ihrer Publikationen liegt auf dem Design und der Architektur des Art déco sowie dem Schmuck- und Glaskünstler René Lalique, einem Vertreter dieses Kunststils. Zudem widmet sich Bayer der Philokartie, dem Sammeln und Erforschen von Postkarten.
Seit 1993 schreibt sie Beiträge für die Encyclopedia Americana und die Encyclopedia of New York State (2005).

### Veröffentlichungen (Auswahl)
- Art Deco Source Book. Phaidon Press Limited, London 1988, 192 S.
- Mit Mark Waller: The Art of René Lalique. Quintet Publishing, London 1988, 192 S.
- Mit Mary Lou Utt, Glenn Utt: Lalique Perfume Bottles. Thames & Hudson, London/New York 1990, 160 S.
- Art Deco Architecture: Design, Decoration and Detail from the Twenties and Thirties. Abraham Books, New York 1992, 224 S.
- Art Deco Interiors: Decoration and Design Classics of the 1920s and 1930s.  Thames & Hudson, London 1998, 224 S.
- Mit Noël Riley: The Elements of Design: The Development of Design and Stylistic Elements from the Renaissance to the Postmodern Era. Octopus Publishing Group, London 2003, 544 S.
- Art Deco Postcards. Thames & Hudson, London 2011, 288 S.